# El portal del más allá
El portal del más allá (título original en inglés: Between Worlds) es una película de suspenso sobrenatural de 2018 protagonizada por Nicolas Cage y dirigida por Maria Pulera. La película fue estrenada el 21 de diciembre de 2018 por Saban Films.

## Argumento
Joe (Cage) es un camionero que está traumatizado por los recuerdos de su mujer y su hija fallecidas. Conoce a Julie (Potente), una mujer con un don esotérico que intenta ayudar a Joe a encontrar el alma perdida de su hija, Billie (Mitchell), pero todo se complica cuando el que aparece es el espíritu de su mujer.

## Reparto
- Nicolas Cage como Joe Majors.
- Franka Potente como Julie.
- Penelope Mitchell como Billie.
- Garrett Clayton como Mike.
- Lydia Hearst como Mary.
- David Lee Smith como Kirby.
- Brit Shaw como Lettie.
- Hopper Penn como Rick.
- Eric Scarabin como el chico del mostrador.
- Cameron James McIntyre como el joven Joe.
- Paris Bravo como la joven Julie.

## Producción
El rodaje comenzó en Mobile, Alabama, a finales de agosto de 2017 y se desarrolló durante 23 días.
Según la directora Maria Pulera, inicialmente escribió la película como un thriller estándar, pero luego la convirtió en «un drama mucho más surrealista en la línea de David Lynch».La banda sonora de la película incorpora parcialmente música del compositor de larga data de Lynch, Angelo Badalamenti. Pulera escribió el personaje de Joe con Cage en mente y permitió al actor improvisar para muchas escenas, incluida la pelea con mangueras de agua entre Joe y Billie/Mary.

## Recepción
La recibió críticas en su mayoría negativas; el agregador de reseñas Rotten Tomatoes mostró un índice de aprobación del 32%. El consenso crítico del sitio dice: «Si bien definitivamente está en línea con algunos de los esfuerzos más extraños de Nicolas Cage, Between Worlds es demasiado tonta y desordenada para llamarla buena, incluso de una manera extraña».Noel Murray de Los Angeles Times la llamó «la película más extraña de Nicolas Cage de 2018», destacando que presenta aspectos del surrealismo y del experimentalismo posmoderno, diciendo que evoca las obras de David Lynch, especialmente la serie de televisión Twin Peaks.